# ウンベルト・アニェッリ
ウンベルト・アニェッリ（Umberto Agnelli、1934年11月1日 - 2004年5月27日）は、アニェッリ家の著名なメンバーの一人であるスイス出身のイタリアの実業家、政治家。エドゥアルド・アニェッリとバージニア・バーボン・デル・モンティ（バージニア・アニェッリ）の末息子として生まれ、1970年から1976年までフィアット・グループの最高経営責任者、2003年から逝去する翌年2004年まで会長を務めた。
また、長年アニェッリ家が所有するイタリアのプロサッカークラブのユヴェントスFCの会長、名誉会長を務めた。1976年から1979年まではイタリア上院議員を歴任。

## 経歴
アニェッリは1956年から1961年までの間アニェッリ家が長年に渡り所有するイタリアのプロサッカーチーム・ユヴェントスFCの会長を務め、1970年から逝去した2004年まで名誉会長を務めていた。現在は息子のアンドレアがユヴェントスFCの会長を務めている。
また、アニェッリは家業であるフィアット・グループの経営にも関わっており1965年から1980年までをフィアット・フランス、1970年から1976年までをフィアット本社の最高経営責任者（CEO）として過ごし、1976年から1993年まで副会長として関わった。他には1980年から1990年までがフィアット・オートの会長、1993年から2004年までにインターナショナル・アドバイザリー・ボードのメンバーであった。
アニェッリは家族経営であるフィアットの上級幹部であったが、兄ジャンニ・アニェッリが長年に渡り同社のリーダーシップを取っていたため彼自身がリーダーシップをとることはなかった。2003年に兄ジャンニが逝去するとその跡を継ぎフィアット・グループの会長に就任、以降亡くなる2004年までの短い期間に同社でリーダーシップを取った。
当時のフィアット・グループは著名な自動車会社フィアットに加えユヴェントスFCやいくつかのイタリアの新聞や出版社を所有していた。現在ではそれらの企業はアニェッリ家が資産管理会社を通じて所有する家族投資会社エクソールの傘下として管理されている。
2003年に兄ジャンニの跡を継いでフィアット・グループの会長となったアニェッリだったが就任からわずか18ヶ月後に肺癌により69年の生涯に幕を閉じた。フォーブスによると彼の純資産は死亡した2004年で55億ドル余りで当時世界で68番目に裕福な人物であった。

## 家族
アニェッリはエドゥアルド・アニェッリの7人の子ども達の末っ子としてスイスのローザンヌで誕生した。彼はその生涯において家族の数奇な運命と悲劇を目撃した。父のエドゥアルド・アニェッリは彼が1歳の時に飛行機事故により死亡、母のバージニア・バーボン・デル・モンティもまた彼が11歳の時に交通事故により死亡している。
1959年に結婚した最初の妻アントネラ・ピアッジオとの間には3人の男子がいたが最初の2人はいずれも出産直後に死亡し、生き残った三男のジョヴァン二・アルベルト・アニェッリは母の実家の家業であるヨーロッパ最王手のオートバイメーカー、ピアッジオ（1964年にアニェッリ家により買収）のトップとして経営を引き継いだが1997年にガンで33歳で死亡した。
その後、アニェッリとピアッジオは離婚し1974年に貴族の娘であるアレグラ・カラッチョロと再婚した。アレグラはアニェッリの兄ジャンニ・アニェッリの妻マレーラ・カラッチョロの従兄弟にあたる。二人はいずれもカラッチョロ王子とメリート公爵の称号を持つ古いナポリの貴族の一族である。
ウンベルトとアレグラの間にはアンドレア・アニェッリ（1975年生まれ）とアナ・アニェッリ（1977年）の二人の子どもが生まれ、兄のアンドレアは父ウンベルトの跡を継いで現在はユヴェントスFCの会長を務めている。